# Thiện Tân, Lạng Sơn
Thiện Tân là một xã thuộc tỉnh Lạng Sơn, Việt Nam.

## Địa lý
Xã Thiện Tân nằm ở phía tây huyện Hữu Lũng, có vị trí địa lý:
- Phía đông giáp xã Minh Tiến
- Phía tây giáp tỉnh Bắc Giang và tỉnh Thái Nguyên
- Phía nam giáp xã Đồng Tiến và xã Thanh Sơn
- Phía bắc giáp xã Quyết Thắng và xã Yên Bình.

Xã Thiện Tân có diện tích 49,21 km², dân số năm 2018 là 5.381 người, mật độ dân số đạt 109 người/km².

## Lịch sử
Địa bàn xã Thiện Tân hiện nay trước đây vốn là xã Thiện Kỵ thuộc huyện Hữu Lũng.
Năm 1956, thành lập xã Tân Lập trên cơ sở một phần diện tích và dân số của xã Thiện Kỵ. Xã Tân Lập có diện tích tự nhiên là 2.181,03 ha.
Trước khi sáp nhập, xã Thiện Kỵ có diện tích 27,38 km², dân số là 3.017 người, mật độ dân số đạt 110 người/km². Xã Tân Lập có diện tích 21,83 km², dân số là 2.364 người, mật độ dân số đạt 108 người/km².
Ngày 21 tháng 11 năm 2019, Ủy ban Thường vụ Quốc hội ban hành Nghị quyết số 818/NQ-UBTVQH14 về việc sắp xếp các đơn vị hành chính cấp xã thuộc tỉnh Lạng Sơn (nghị quyết có hiệu lực từ ngày 1 tháng 1 năm 2020). Theo đó, sáp nhập toàn bộ diện tích và dân số của xã Thiện Kỵ và xã Tân Lập thành xã Thiện Tân.